# Portal (entreprise)
Pour les articles homonymes, voir Portal.
 (janvier 2018).
Portal est un constructeur français de motos dont l'activité commença en 1974 et cessa en 1984.
Il était basé à Reyniès en Tarn-et-Garonne.

## Histoire
Denis et Gilles Portal sont deux passionnés qui débutent en compétition en moto-cross au début des années 60. Denis obtient le titre de champion de France national 250 cm³ en 1966 au guidon d'une Bultaco. En 1969, ils deviennent pilotes officiels de Maïco et remporte chacun un titre de champion de France en 1970 : Denis dans la catégorie Inter 500 cm³ et Gilles dans la catégorie National 500 cm³.
Entre 1970 et 1973 va naître la marque BPS. En 1970, Jacques Boudet souhaitait construire une 125 destinée au cross et à l'enduro et il confie la conception et le développement de cette moto aux frères Portal. Marcel Seurat participera aussi à l'aventure.
En 1974, la décision d'importer et de « rebadger » des modèles SWM ne convient pas aux frères Portal qui quittent le projet pour fonder leur propre marque. Ils s'installent alors à Reyniès. Les premiers modèles sortent en 1975 avec des cadres périmétriques et des moteurs Sachs puis avec des moteurs CZ. C'est en 1977 que les machines commencent à être abouties avec des moteurs Rotax, motorisation qui sera conservée jusqu'en 1984.
Les Championnats de France 1979 et 1980 vont donner un palmarès au constructeur avec une place de vice-champion puis une place de champion pour Jean-Michel Baron en catégorie 250 inter.
Outre le cross et l'enduro, la production est élargie aux modèles pour la piste et la route mais après une collaboration difficile avec Peugeot, la production s'arrête en 1984.
Pascal Portal, fils de Denis, est champion de France «motos classics» en 2016 avec une Portal 406 master.

## Modèles
- 125 cm³ Cross à moteur Sachs 1975-1976
- 125-175 cm³ TT à moteur Sachs 1975
- 125-175 cm³ Enduro à moteur Sachs 1976-1977
- 250-400 cm³ cross à moteur CZ 1976
- 125 cm³ Master à moteur Rotax 1977-1981
- 125 cm³ Master à moteur Rotax semi-liquide 1981-1982
- 250 cm³ Master à moteur Rotax 1977-1982
- 370 cm³ Master à moteur Rotax 1978
- 380 cm³ Master à moteur Rotax 1979
- 420 cm³ Master à moteur Rotax 1980-1981
- 125 cm³ Ranger à moteur Rotax 1977-1982
- 250 cm³ Ranger à moteur Rotax 1977-1981
- 240 cm³ Ranger à moteur Rotax 1982
- 380 cm³ Ranger à moteur Rotax 1979
- 420 cm³ Ranger à moteur Rotax 1980
- 400 cm³ Ranger à moteur Rotax 1981-1982
- 250 cm³ RS Critérium à moteur Rotax 1978-1980
- 80 cm³ TXP Peugeot-Portal à moteur Peugeot 1981-1982
- 480 cm³ Condor à moteur Rotax 1982
- 80 cm³ Mini Cross à moteur Minarelli 1983-1984
- 125 cm³ Cross à moteur Rotax semi liquide 1983-1984
- 250 cm³ Cross à moteur Rotax liquide 1983-1984
- 250 cm³ Cross à moteur Rotax à air 1983
- 480 cm³ Cross à moteur Rotax 1983
- 80 cm³ Enduro à moteur Minarelli 1984
- 125 cm³ Enduro à moteur Rotax 1984
- 125 cm³ Enduro à moteur Rotax semi liquide 1983
- 240 cm³ Enduro à moteur Rotax 1983-1984
- 480 cm³ Enduro à moteur Rotax 1983
- 50 cm³ Trail à moteur Minarelli automatique 1984